# Darevskia praticola
Darevskia praticola är en ödleart som beskrevs av  Eduard Friedrich Eversmann 1834. Darevskia praticola ingår i släktet Darevskia och familjen lacertider. Inga underarter finns listade i Catalogue of Life.
Denna ödla förekommer med flera från varandra skilda populationer på Balkanhalvön samt kring Kaukasus och i norra Iran. Den lever i låglandet och i bergstrakter mellan 100 och 2000 meter över havet. Habitatet utgörs av ängar, buskskogar och öppna lövskogar. Honan lägger i östra delen av utbredningsområdet cirka fyra ägg per tillfälle. Äggläggningen sker i juni och juli. Ungarna kläcks i augusti och september. Under bra förhållanden lägger honan ägg två gångar per år.
Beståndet hotas av landskapsförändringar. På Balkan är arten sällsynt. IUCN kategoriserar arten globalt som nära hotad.